# STANDARD (ASKAのアルバム)
『STANDARD』（スタンダード）は、ASKAのカバー・ミニアルバム。2009年11月25日に発売された。発売元はユニバーサル シグマ。

## 解説
2009年12月15日 - 12月21日に名古屋・東京・大阪で行われたクリスマスコンサート「ASKA THE MELODY YOU HEARD THAT NIGHT 昭和が見ていたクリスマス」に先駆け発売された。
ライブDVD『ASKA CONCERT TOUR 2009 WALK』と同時発売。
クリスマスを意識してリリースしたアルバムは、チャゲ&飛鳥名義で1986年12月5日に発売された『Snow Mail』以来となる。
コンサートでは収録されている5曲全てが披露され、ビッグバンドとの競演を果たした。
2011年に発売されたカバー・アルバム『BOOKEND』に全曲収録されている。

## 収録曲
| #         | タイトル               | 作詞                                     | 作曲                     | 編曲      | 時間  |
| --------- | ---------------------- | ---------------------------------------- | ------------------------ | --------- | ----- |
| 1.        | 「Smile」              | ジェフリー・パーソンズ、ジョン・ターナー | チャールズ・チャップリン | 澤近泰輔  | 2:50  |
| 2.        | 「The Christmas Song」 | ロバート・ウェルズ                       | メル・トーメ             | 澤近泰輔  | 4:01  |
| 3.        | 「世界にMerry X'mas」  | ASKA                                     | ASKA                     | 澤近泰輔  | 7:20  |
| 4.        | 「Stardust」           | ミッチェル・パリッシュ                   | ホーギー・カーマイケル   | 澤近泰輔  | 3:51  |
| 5.        | 「Good Night」         | ジョン・レノン、ポール・マッカートニー   | ポール・マッカートニー   | 澤近泰輔  | 3:40  |
| 合計時間: | 合計時間:              | 合計時間:                                | 合計時間:                | 合計時間: | 21:42 |

## 楽曲解説
1. Smile
1936年に公開された映画『モダン・タイムズ』で使用された曲。
2. The Christmas Song
メル・トーメによる1944年作曲のクリスマスソング。
3. 世界にMerry X'mas
1992年にCHAGE&ASKAが発売した『GUYS』の収録曲のセルフカバー。
4. Stardust
1927年発表の曲。1929年に歌詞がつけられ、1800以上のレコード録音が存在するスタンダード中のスタンダードナンバー。
5. Good Night
1968年発売のビートルズのアルバム『ザ・ビートルズ』のラストナンバー。

## 参加ミュージシャン
- All Keyboards and Additional Instruments：澤近泰輔

| Smile - Drums：市原康 - Bass：河上修 - Guitar：萩谷清 - Strings：クラッシャー木村ストリングス - Trumpet, Flugel Horn：YOKAN、斎藤幹雄 - Trombone：工藤隆 - Alto Saxophone：包国充 - Tenor Saxophone：佐藤公彦、阿部剛 - Flute：阿部剛、包国充 The Christmas Song - Drums：屋敷豪太 - Bass：高水“大仏”健司 - Guitar：梶原順 - Strings：クラッシャー木村ストリングス - Saxophone：山本拓夫 世界にMerry X'mas - Drums：屋敷豪太 - Guitar：今剛 - Strings：クラッシャー木村ストリングス - Chorus：KAORU - Saxophone：山本拓夫 | Stardust - Bass：惠美直也 - Guitar：澤近立景 - Strings：クラッシャー木村ストリングス Good Night - Conductor：蓜島公二 - Strings：クラッシャー木村ストリングス - Flute：高桑英世、清野真衣子 - English Horn：庄司知史 - Clarinet：山根公男 - Horns：藤田乙比古、堂山敦史 - Harp：早川りさこ |